# Procol Harum
Cet article concerne le groupe. Pour leur premier album, voir Procol Harum (album).

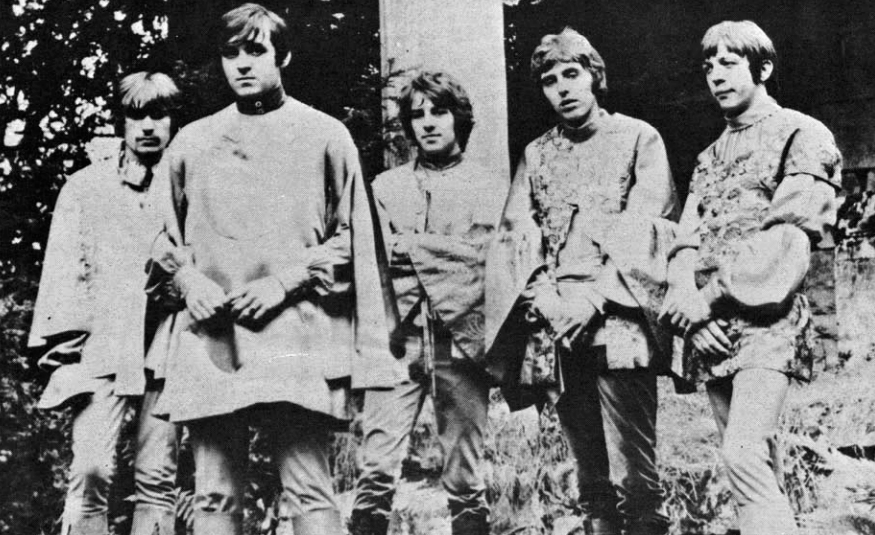
Procol Harum (1967).

Procol Harum est un groupe britannique de rock progressif, originaire de Londres, en Angleterre. Formé en 1967, le groupe figure parmi les précurseurs majeurs du genre.
Son premier succès, A Whiter Shade of Pale, classé no 1 au Royaume-Uni et no 5 aux États-Unis, fut un tube planétaire et figure encore aujourd'hui dans les sondages parmi les meilleurs morceaux de musique pop jamais écrits.

## Historique

### Première phase (1967-1977)
Au milieu des années 1960, après avoir participé au groupe éphémère The Paramounts, où figuraient déjà Robin Trower et Chris Copping, le chanteur-pianiste-compositeur Gary Brooker rencontre le poète Keith Reid. Ensemble ils écrivent plusieurs chansons qu'ils proposent à des artistes en vogue, comme The Beach Boys, mais sans succès. Décidant alors de les interpréter eux-mêmes, ils recrutent l'organiste Matthew Fisher, le guitariste Ray Royer et le bassiste David Knights pour former un groupe qu'ils nomment « Procol Harum ».
Ce nom étrange, qui est celui du chat de l'un de leurs amis, a parfois été considéré, à tort, comme signifiant en latin « au-delà des choses ». La signification latine peut être en réalité mot pour mot « loin » [procol, translittération anglophone de procul], mais non « de celles-ci » ou « de celles-là » [harum, génitif pluriel de hic, ne peut être complément de procul, qui se construit avec l'ablatif, donc devrait être « his »], autrement dit « loin d'elles ».  
Leur premier succès, le slow A Whiter Shade of Pale, inspiré de la sinfonia en fa majeur de la cantate Ich steh mit einem Fuß im Grabe (BWV 156) et de l'Aria de la Suite pour orchestre no 3 en ré majeur (BWV 1068) de Jean-Sébastien Bach, aussi remarquable par sa sonorité due à l'originalité instrumentale des deux claviers (l'envoûtant orgue Hammond de Matthew Fisher soutenu par le piano de Gary Brooker) que par les paroles énigmatiques de Keith Reid, obtient rapidement un immense succès dans le monde entier et se vend à plus de 10 millions d'exemplaires.
Après l'arrivée du batteur B.J. Wilson et le remplacement du guitariste par Robin Trower, le groupe connaît de nouveaux succès avec les titres Homburg, puis Salty Dog. Mais c'est dans leurs albums que se révèle le mieux la richesse de leur musique aux harmonies subtiles. À l'influence de la musique baroque (outre A Whiter Shade of Pale, le morceau instrumental Repent Walpurgis comportant un large extrait du 1er prélude de J.-S. Bach, Grand Final sur Shine on Brightly, etc.) s'ajoutent des inspirations blues, rock et pop qui servent à merveille les paroles hermétiques de Keith Reid. Celui-ci, bien que ne jouant d'aucun instrument, est d'ailleurs considéré comme membre à part entière de Procol Harum et figure sur de nombreuses photos du groupe.
Peu après la sortie du troisième album, l'organiste Matthew Fisher quitte le groupe pour entamer une carrière soliste, suivi de peu par le bassiste David Knights. L'ex-Paramounts Chris Copping est alors recruté pour les remplacer tous les deux, mais l'orgue y perd son rôle prédominant, au profit de la guitare de Robin Trower. Cependant le jeu de celui-ci, très marqué par celui de Jimi Hendrix, s'accorde de moins en moins avec le style baroque du groupe et Robin Trower finit par partir créer sa propre formation. Il est remplacé par Dave Ball.
Le premier succès de A Whiter Shade of Pale, que le groupe traîne comme un boulet au point de ne plus l'interpréter lors de ses concerts, ne s'étant pas renouvelé, l'intérêt du public pour Procol Harum semble être nettement retombé quand sort son sixième album, le premier en public, où le groupe est accompagné de soixante-dix musiciens et choristes ; Procol Harum Live with the Edmonton Symphony Orchestra a un succès retentissant (classé no 5 aux États-Unis), notamment grâce à leur reprise orchestrée d'un morceau de leur premier album, Conquistador. Le succès est à nouveau au rendez-vous avec leur album suivant, Grand Hotel. Mais par la suite, les ventes du groupe, handicapé par ses fréquents changements de musiciens, chutent à nouveau. Procol Harum est finalement dissous en 1977, et Gary Brooker entame une carrière solo.

### Deuxième phase (depuis 1991)
Le groupe opère un retour en 1991, réunissant les principaux membres de ses débuts, avant d'enchaîner à nouveau les changements de personnel autour de l'inséparable duo formé par Gary Brooker et Keith Reid.
Ayant à nouveau quitté le groupe, Matthew Fisher, coauteur du morceau, intente, en 2006, un procès à Gary Brooker pour obtenir, quarante ans après sa sortie, des droits sur A Whiter Shade of Pale. La justice lui accorde 40 % des recettes de droits d'auteur à venir mais, au regard de son silence pendant toute cette période, le déboute dans sa demande concernant les sommes encaissées pendant les quatre décennies passées.

## Membres

### Membres actuels
- Geoff Whitehorn - guitare (depuis 1992)
- Matt Pegg - basse (depuis 1993)
- Josh Phillips - orgue (depuis 2004)
- Geoff Dunn - batterie (depuis 2004)

### Anciens membres
- Gary Brooker - chant, piano (1967-1977, 1991-2022) †
- Keith Reid - paroles (1967-1977, 1991-2012) †
- Ray Royer - guitare (1967)
- Bobby Harrison - batterie (1967)
- David Knights - basse (1967-1969)
- Matthew Fisher - orgue (1967-1969, 1991-2004)
- Robin Trower - guitare (1967-1971, 1991-1992)
- B. J. Wilson - batterie (1967-1977)
- Chris Copping - orgue, basse (1970-1977)
- Alan Cartwright - basse (1971-1976)
- Dave Ball - guitare (1971-1973)
- Mick Grabham - guitare (1973-1977)
- Pete Solley - orgue et synthétiseur (1976-1977)
- Dee Murray - basse (1977)
- Dave Bronze - basse (1991-1993)
- Mark Brzezicki - batterie (1991-2004)
- Don Snow - synthétiseurs (1991-1992)
- Jerry Stevenson - guitare, mandoline (1991-1992)

## Discographie

### Albums studio
- 1967 : Procol Harum (également réédité sous le titre A Whiter Shade of Pale)
- 1968 : Shine on Brightly
- 1969 : A Salty Dog
- 1970 : Home
- 1971 : Broken Barricades
- 1973 : Grand Hotel
- 1974 : Exotic Birds and Fruit
- 1975 : Procol's Ninth
- 1977 : Something Magic
- 1991 : The Prodigal Stranger
- 1996 : The Long Goodbye
- 1997 : Ain't Nothin' to Get Excited About (sous le nom de « Liquorice John Death »)
- 2003 : The Well's on Fire
- 2017 : Novum

### Albums en public
- 1972 : Procol Harum Live with the Edmonton Symphony Orchestra
- 1999 : Live at the BBC (enregistré en 1974)
- 2008 : One Eye to the Future - Live in Italy 2007
- 2009 : In Concert With the Danish National Concert Orchestra and Choir
- 2010 : The Spirit of Nøkken
- 2012 : MMX

### Principales compilations
- 1997 : 30th Anniversary Anthology (3 cd)
- 2007 : Secrets of the Hive
- 2009 : All This and More...

### Vidéos
- 2003 : Live
- 2004 : Live at the Union Chapel
- 2009 : In Concert with the Danish National Concert Orchestra & Choir

## Honneur
- (14024) Procol Harum, astéroïde nommé en l'honneur du groupe.